# 2010 AL30
2010 AL30是由林肯近地小行星研究小组（LINEAR）在2010年1月10日发现的小型阿波罗型小行星。
在发现时，有科学家认为它只是一个耗尽燃料的火箭推进器，然而后续研究证实它是一个近地天体。
2010年1月13日协调世界时12：46，它在距离地球表面122000千米的地方（即地月距离的1/3）掠过地球。
2010 AL30的直径约为5-10米。如果2010 AL30撞击地球，它将在大气层中燃烧，产生等于50-100 kT 的爆炸当量。相比之下，第二次世界大战在日本长崎爆炸的胖子原子弹的爆炸当量为13-18kT。